# Chavannes-sur-l'Étang
Pour les articles homonymes, voir Chavannes.
Chavannes-sur-l'Étang est une commune française située dans la circonscription administrative du Haut-Rhin et, depuis le 1er janvier 2021, dans le territoire de la Collectivité européenne d'Alsace, en région Grand Est.
Cette commune se trouve dans la région historique et culturelle d'Alsace.
La spécialité du village est la choucroute du fait, notamment, qu'il se trouve une choucrouterie à l'entrée du village.
La ville est notamment limitrophe de Foussemagne, une commune se trouvant aux portes de la Franche-Comté.

## Géographie

### Localisation
| Fontaine Territoire de Belfort    | Reppe Territoire de Belfort | Bréchaumont    |
| Foussemagne Territoire de Belfort | Chavannes-sur-l'Étang       | Elbach         |
|                                   | Montreux-Vieux              | Valdieu-Lutran |

### Hydrographie

#### Réseau hydrographique
La commune est traversée par la ligne de partage des eaux entre les bassins versants du Rhin et de la Saône au sein respectivement du bassin Rhin-Meuse et du bassin Rhône-Méditerranée-Corse. Elle est drainée par la Gruebaine et le Reppe,,.

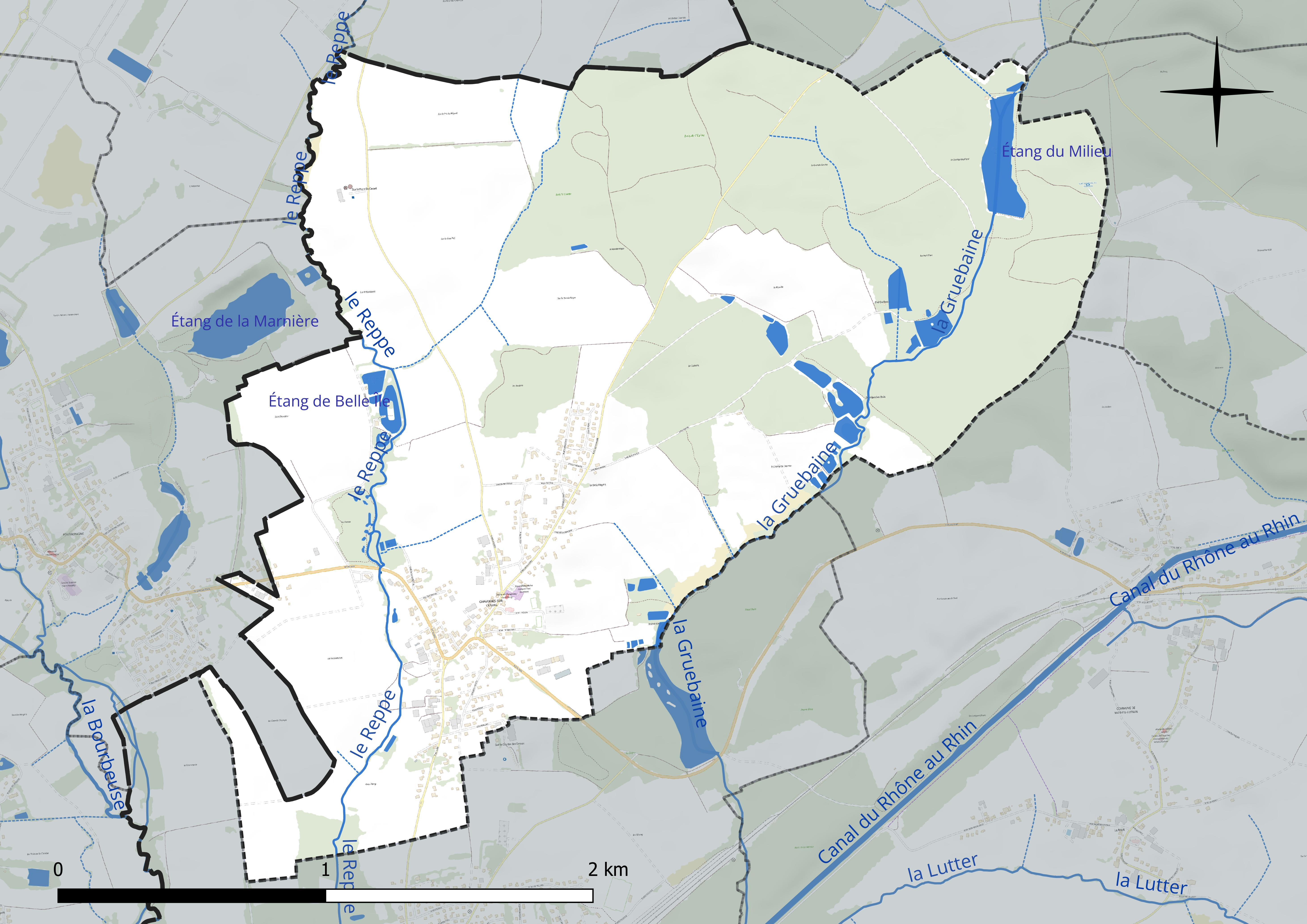
Réseau hydrographique de Chavannes-sur-l'Étang.

Deux plans d'eau complètent le réseau hydrographique : l'étang de Belle Île (1,5 ha) et l'étang du Milieu (4,6 ha),.

#### Gestion et qualité des eaux
Le territoire communal est couvert par le schéma d'aménagement et de gestion des eaux (SAGE) « Largue ». Ce document de planification concerne le bassin versant de la Largue et une zone située à l'ouest du périmètre (la région de Montreux). Ce territoire s'étend sur 385 km2. Le périmètre a été arrêté le 4 mars 1996 et le SAGE proprement dit a été approuvé le 24 septembre 1999 puis révisé le 17 mai 2016. La structure porteuse de l'élaboration et de la mise en œuvre est le Syndicat mixte pour l'aménagement et la renaturation du bassin versant de la Largue et du secteur de Montreux, qui a évolué en Epage le 1er janvier 2018, sous le nom de Epage Largue. 
La qualité des cours d’eau peut être consultée sur un site dédié géré par les agences de l’eau et l’Agence française pour la biodiversité. 

### Climat
Pour des articles plus généraux, voir Climat du Grand Est et Climat du Haut-Rhin.
En 2010, le climat de la commune est de type climat des marges montargnardes, selon une étude du Centre national de la recherche scientifique s'appuyant sur une série de données couvrant la période 1971-2000. En 2020, Météo-France publie une typologie des climats de la France métropolitaine dans laquelle la commune est exposée à un climat semi-continental et est dans la région climatique  Vosges, caractérisée par une pluviométrie très élevée (1 500 à 2 000 mm/an) en toutes saisons et un hiver rude (moins de 1 °C). 
Pour la période 1971-2000, la température annuelle moyenne est de 9,8 °C, avec une amplitude thermique annuelle de 17,5 °C. Le cumul annuel moyen de précipitations est de 962 mm, avec 11,3 jours de précipitations en janvier et 10,3 jours en juillet. Pour la période 1991-2020, la température moyenne annuelle observée sur la station météorologique de Météo-France la plus proche, « Novillard_sapc », sur la commune de Novillard à 5 km à vol d'oiseau, est de 10,7 °C et le cumul annuel moyen de précipitations est de 909,2 mm. 
La température maximale relevée sur cette station est de 38 °C, atteinte le 4 août 2022 ; la température minimale est de −18,1 °C, atteinte le 20 décembre 2009,,. 
Les paramètres climatiques de la commune ont été estimés pour le milieu du siècle (2041-2070) selon différents scénarios d'émission de gaz à effet de serre à partir des nouvelles projections climatiques de référence DRIAS-2020. Ils sont consultables sur un site dédié publié par Météo-France en novembre 2022.

## Urbanisme

### Typologie
Au 1er janvier 2024, Chavannes-sur-l'Étang est catégorisée bourg rural, selon la nouvelle grille communale de densité à sept niveaux définie par l'Insee en 2022.
Elle est située hors unité urbaine. Par ailleurs la commune fait partie de l'aire d'attraction de Mulhouse, dont elle est une commune de la couronne,. Cette aire, qui regroupe 132 communes, est catégorisée dans les aires de 200 000 à moins de 700 000 habitants,.

### Occupation des sols
L'occupation des sols de la commune, telle qu'elle ressort de la base de données européenne d’occupation biophysique des sols Corine Land Cover (CLC), est marquée par l'importance des territoires agricoles (56,8 % en 2018), en diminution par rapport à 1990 (60,8 %). La répartition détaillée en 2018 est la suivante : 
forêts (35,9 %), terres arables (31,7 %), zones agricoles hétérogènes (25,1 %), zones urbanisées (7,3 %). L'évolution de l’occupation des sols de la commune et de ses infrastructures peut être observée sur les différentes représentations cartographiques du territoire : la carte de Cassini (XVIIIe siècle), la carte d'état-major (1820-1866) et les cartes ou photos aériennes de l'IGN pour la période actuelle (1950 à aujourd'hui).

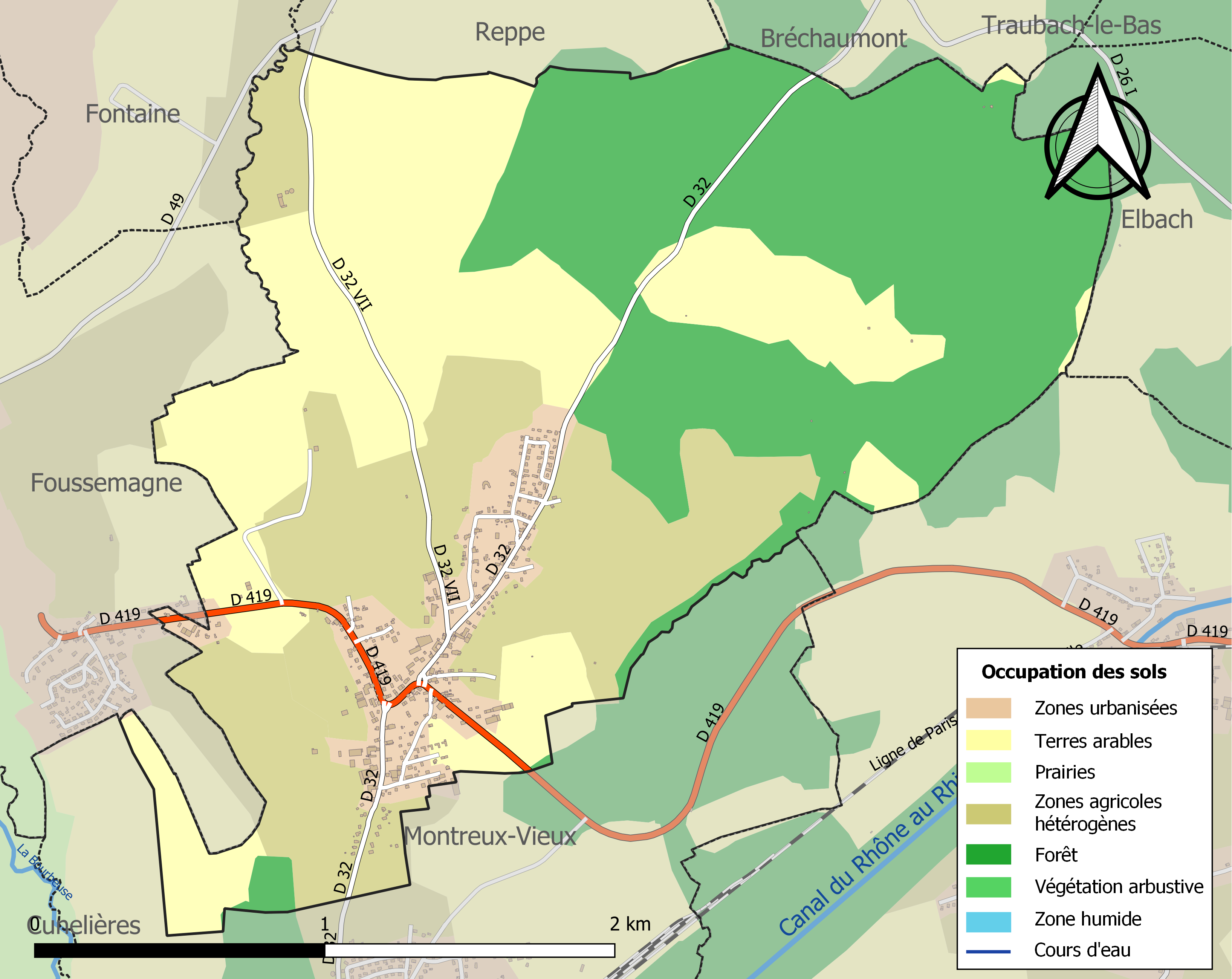
Carte des infrastructures et de l'occupation des sols de la commune en 2018 (CLC).

## Toponymie
- Du préceltique chavanne, signifie « cabane ».
- Schafnat Wiher (1576), Chavanne-sur-l'Estang (1655), Chavanne sur l'Étang (1793), Schaffnat am Weiher (1871-1918).
- En allemand : Schaffnat am Weyer[17].

## Histoire
Le village est mentionné pour la première fois en 1458 sous le nom de Klein Schaffnat. Jusqu'en 1324, le village a fait partie du comté de Pfirt, puis a été rattaché aux Habsbourg (seigneurie de Montreux-Château) et en 1648, lors du traité de Westphalie, à la couronne française. 1871-1918 Schaffnatt faisait partie du Reichsland Elsass-Lothringen.
Le 29 juin 1815, les troupes du général Claude Jacques Lecourbe, commandant le 1er corps d'observation du Jura, tentèrent de s'opposer à l'invasion des Alliés, à nouveau coalisés contre Napoléon de retour de l'île d'Elbe. Malgré leur supériorité numérique écrasante, les troupes autrichiennes furent tenues en échec par les Français, qui ne cédèrent le terrain qu'après une forte résistance.

## Politique et administration

### Découpage territorial
La commune de Chavannes-sur-l'Étang est membre de la communauté de communes Sud Alsace Largue, un établissement public de coopération intercommunale (EPCI) à fiscalité propre créé le 15 juin 2016 dont le siège est à Dannemarie. Ce dernier est par ailleurs membre d'autres groupements intercommunaux.
Sur le plan administratif, elle est rattachée à l'arrondissement d'Altkirch, à la circonscription administrative de l'État du Haut-Rhin, en tant que circonscription administrative de l'État, et à la région Grand Est. 
Sur le plan électoral, elle dépendait jusqu'en 2020 du  canton de Masevaux-Niederbruck pour l'élection des conseillers départementaux au sein du conseil départemental du Haut-Rhin. Depuis le 1er janvier 2021, elle dépend du même canton pour l'élection des conseillers d'Alsace au sein de la collectivité européenne d'Alsace.

### Chronologie des maires
| Période                                  | Période   | Identité                                        | Étiquette | Qualité                                                  |
| ---------------------------------------- | --------- | ----------------------------------------------- | --------- | -------------------------------------------------------- |
| Les données manquantes sont à compléter. |           |                                                 |           |                                                          |
| mars 1995                                | mars 2014 | André Thevenot                                  |           | Journaliste                                              |
| mars 2014                                | 2024      | Vincent Gassmann Réélu pour le mandat 2020-2026 |           | Chercheur Président de la CC Sud Alsace Largue (2020 → ) |
| Oct.2024                                 | En cours  | Denis Astgen                                    |           |                                                          |

## Population et société

### Démographie
L'évolution du nombre d'habitants est connue à travers les recensements de la population effectués dans la commune depuis 1793. Pour les communes de moins de 10 000 habitants, une enquête de recensement portant sur toute la population est réalisée tous les cinq ans, les populations de référence des années intermédiaires étant quant à elles estimées par interpolation ou extrapolation. Pour la commune, le premier recensement exhaustif entrant dans le cadre du nouveau dispositif a été réalisé en 2006.

En 2022, la commune comptait 655 habitants, en évolution de −5,07 % par rapport à 2016 (Haut-Rhin : +0,66 %, France hors Mayotte : +2,11 %).
| 1793 | 1800 | 1806 | 1821 | 1831 | 1836 | 1841 | 1846 | 1851 |
| ---- | ---- | ---- | ---- | ---- | ---- | ---- | ---- | ---- |
| 360  | 384  | 453  | 467  | 551  | 459  | 472  | 462  | 449  |

| 1856 | 1861 | 1866 | 1871 | 1875 | 1880 | 1885 | 1890 | 1895 |
| ---- | ---- | ---- | ---- | ---- | ---- | ---- | ---- | ---- |
| 422  | 387  | 396  | 373  | 423  | 395  | 398  | 378  | 378  |

| 1900 | 1905 | 1910 | 1921 | 1926 | 1931 | 1936 | 1946 | 1954 |
| ---- | ---- | ---- | ---- | ---- | ---- | ---- | ---- | ---- |
| 369  | 371  | 360  | 313  | 298  | 298  | 277  | 280  | 302  |

| 1962 | 1968 | 1975 | 1982 | 1990 | 1999 | 2006 | 2011 | 2016 |
| ---- | ---- | ---- | ---- | ---- | ---- | ---- | ---- | ---- |
| 334  | 340  | 314  | 342  | 374  | 436  | 518  | 645  | 690  |

| 2021 | 2022 | - | - | - | - | - | - | - |
| ---- | ---- | - | - | - | - | - | - | - |
| 673  | 655  | - | - | - | - | - | - | - |

## Culture locale et patrimoine

### Lieux et monuments
|  |  |

### Personnalités liées à la commune
- Claude Jacques Lecourbe

### Héraldique
| Blason de Chavannes-sur-l'Étang | Les armes de Chavannes-sur-l'Étang se blasonnent ainsi : « De gueules à deux poisons courbés d'or, celui du chef la tête sur le flanc dextre, celui de la pointe la tête sur le senestre. » |